# Александру-Одобеску (Бузеу)
Александру-Одобеску (рум. Alexandru Odobescu) — село у повіті Бузеу в Румунії. Входить до складу комуни Буда.
Село розташоване на відстані 135 км на північний схід від Бухареста, 41 км на північ від Бузеу, 87 км на захід від Галаца, 102 км на схід від Брашова.

## Населення
За даними перепису населення 2002 року у селі проживали 595 осіб, усі — румуни. Усі жителі села рідною мовою назвали румунську.